# Rogiera ehrenbergii
Rogiera ehrenbergii är en måreväxtart som först beskrevs av Karl Moritz Schumann och Paul Carpenter Standley, och fick sitt nu gällande namn av Attila L. Borhidi. Rogiera ehrenbergii ingår i släktet Rogiera och familjen måreväxter. Inga underarter finns listade i Catalogue of Life.